# Orde van de Witte Adelaar (Servië)

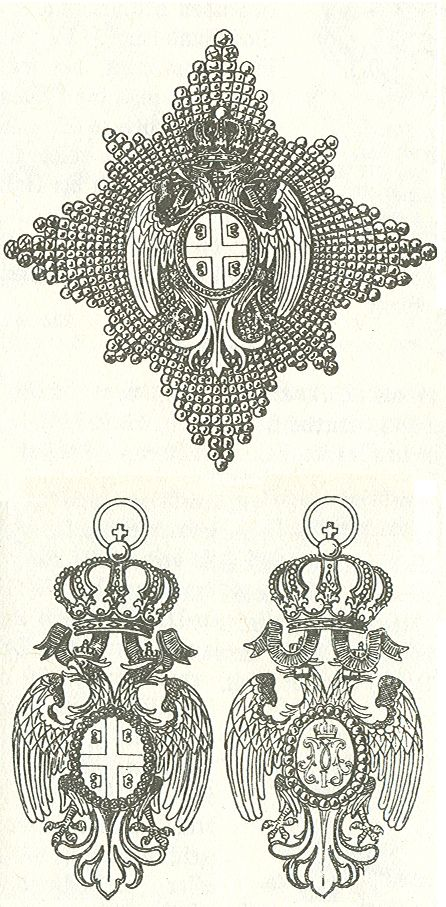
Ster en kleinood als in 1893.

De Orde van de Witte Adelaar (Servisch: Орден белог орла, Orden Belog Orla) werd op 23 januari 1883 samen met de Orde van Sint-Sava ingesteld door Milan I de voormalige prins, en sinds 5 maart 1882 koning, van Servië uit het Huis Obrenović. De keuze voor een witte adelaar wordt verklaard als een herinnering aan het Byzantijnse Rijk.
Koning Peter I uit het huis Karađorđević liet na de moord op zijn voorganger en zijn troonsbestijging de keerzijde veranderen. Daar werd het monogram van Milan I vervangen door het jaartal 1882.
In 1915 werd een militaire divisie ingesteld, de orde werd aan dappere officieren nu "met de zwaarden" verleend waarbij die gekruiste zwaarden tussen kroon en kruis werden aangebracht.
Jarenlang was deze orde de voornaamste onderscheiding van Servië maar in 1898 werd in het protocol vastgelegd dat de Orde van Milos de Grote voorrang kreeg. In 1904 werd ook de Orde van Karageorge boven de Orde van de Witte Adelaar gesteld.

## De vijf graden
De onderscheidingen zijn van hoog naar laag:
- Grootkruis - De tien grootkruisen droegen het gouden ordeteken aan een grootlint over de rechterschouder en een ster op de linkerborst.
- Grootofficier - De twintig grootofficieren droegen het gouden ordeteken aan een lint om de hals en een ster op de rechterborst.
- Commandeur - De veertig commandeurs droegen het gouden ordeteken aan een lint om de hals.
- Officier - De 150 officieren droegen het gouden ordeteken aan een lint op de linkerborst.
- Ridder- De 300 ridders droegen het zilveren ordeteken aan een lint op de linkerborst[1].

Het Samaritanenkruis dat in 1912 ten tijde van de Balkanoorlog werd gesticht wordt soms als deel van de Orde van de Witte Adelaar gezien. In het medaillon is de Witte Adelaar afgebeeld en het lint is wit.
De op 17 mei 1945 in Londense ballingschap geboren Kroonprins Alexander van Joegoslavië noemt zich Grootmeester van de Orde van de Witte Adelaar. Hij heeft onder andere Frá Angelo de Moiana da Cologna, Grootmeester van de Orde van Malta, tot Grootkruis benoemd.

De Joegoslavische republiek heeft de ridderorden van het Koninkrijk Servië in 1945 opgeheven en de koning afgezet. Het verlenen van deze orden kan worden gezien als het verlenen van een huisorde zoals dat een voormalig regerend koningsgeslacht volgens internationaal recht en gebruik is toegestaan.

## De versierselen

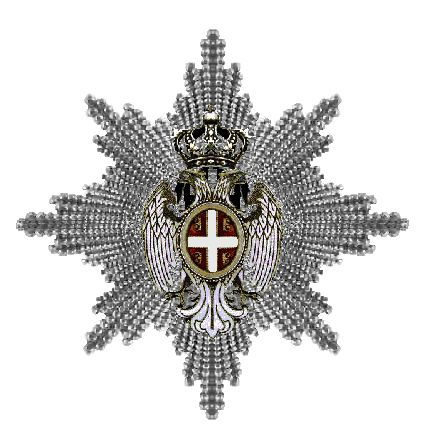
Ster van de Orde.

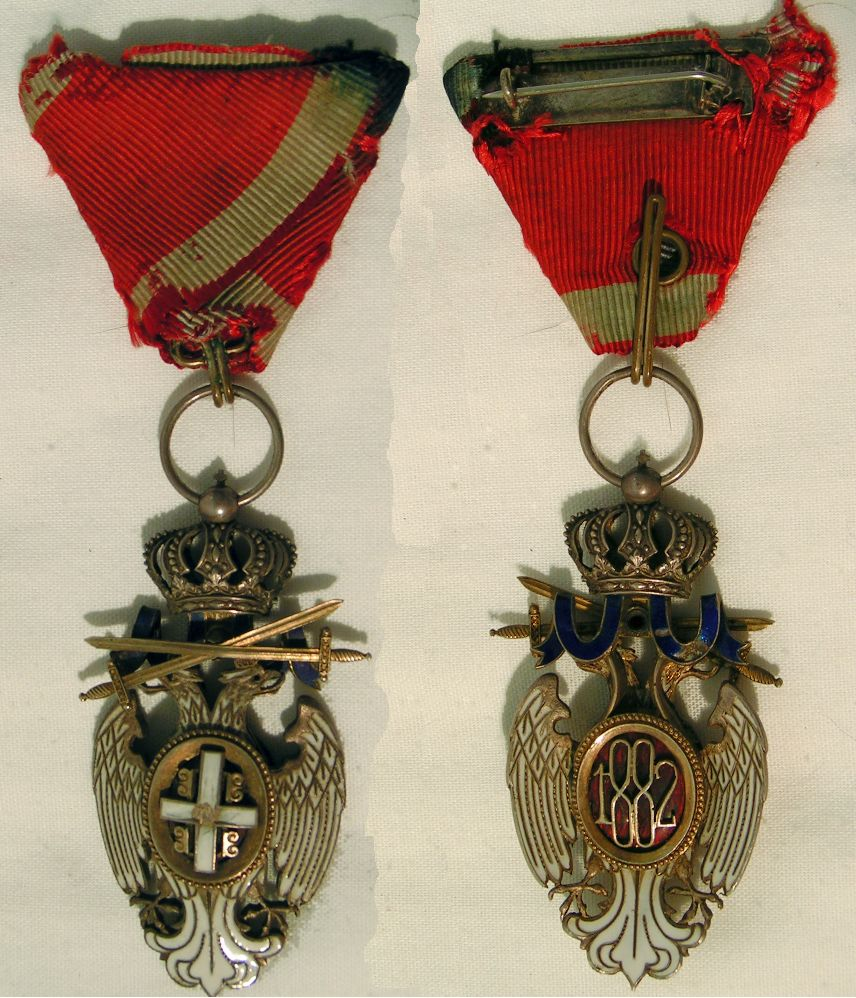
Een kleinood "met de zwaarden" in de versie van na 1903, de achterzijde toont het jaartal "1882".

Het kleinood is een wit geëmailleerde dubbele adelaar met gekroonde koppen en een gestileerde staart. Op de borst van de adelaar is een ovaal donkerrood schild met daarop een wit geëmailleerd kruis met gouden randen en een gouden vuurslag in elk van de vier rode kwartieren gelegd. De twee poten van de adelaar en de opengesperde snavel van beide koppen zijn van goud. Bij het kleinood met de zwaarden ontbreken de kronen op de koppen van de adelaar. De verhoging is een niet gevoerde gouden, bij ridderkruisen zilveren, beugelkroon met afhangende donkerblauwe linten, zogenaamde infulæ, met zilveren zomen.
De ster heeft acht punten en gefacetteerde stralen. De diagonale stralen zijn iets korter dan de verticale en horizontale stralen. Op het midden van de ster is een kleinood zonder kronen op de koppen van de adelaar maar mèt een gouden kroon gelegd. Bij de ster zijn de linten achter de kroon anders gevouwen dan bij het kleinood zodat er tussen de koppen van de adelaar en de ring van de kroon minder afstand is. Bij de ster van de militaire divisie moest de kroon juist wel ver van de adelaars afstaan om zo ruimte voor twee gouden zwaarden met gouden kling te scheppen. Bij deze militaire ster zijn de beide adelaarskoppen wel gekroond.
Het ordeteken van de vier hoogste graden is uitgevoerd in verguld zilver, dat van de ridders in zilver. De ster is vrijwel altijd van zilver maar er is ten minste één ster met verguld zilveren stralen, van de militaire divisie, bekend.
Er zijn verschillende juweliers bekend die Servische kleinoden en sterren hebben vervaardigd. In Parijs, Zwitserland, Sint Petersburg, Wenen en Belgrado werden de veel verleende onderscheidingen voor de Servische regering en voor particulieren die een tweede set onderscheidingen wilden bezitten vervaardigd.
De orde werd ook als miniatuur aan een klein lint of aan kettinkje op de revers van een rokkostuum gedragen.
Het lint is wit met twee rode strepen. In Servië was het gebruikelijk om de linten in Oostenrijkse stijl, dat wil zeggen in een driehoeksvorm over een metalen of kartonnen plaatje, op te maken.
De versierselen "met de zwaarden" hangen aan een lint dat het spiegelbeeld is van het in vredestijd gebruikte lint. Het lint is dan rood met twee witte strepen.

## De vrouwelijke leden van de orde
De statuten van de Orde van de Witte Adelaar lieten verleningen aan dames niet toe. Er zijn dan ook geen kruisen aan een strik bekend. De Servische en Joegoslavische koninginnen mogen volgens de statuten de Orde van de Witte Adelaar desondanks dragen. Net als in Denemarken bij de Orde van de Olifant betekende dat niet dat zij ook lid van de orde waren, het ging om courtoisie. Er zijn een aantal foto's bekend waarop een koningin de Orde van de Witte Adelaar draagt, maar dan gaat het steeds om het grootkruis, de ster van de orde, of een combinatie van deze twee onderscheidingen.

## Voetnoten
1. ↑  Maximilian Gritzner
2. ↑  Op de Engelstalige Wikipedia.
3. ↑  Almanach de Gotha, 2001
4. ↑  De orde wordt "Jure sanguinis" verleend, zie
5. ↑  In december 2007 voor $9.500 aangeboden door Emedals in Ontorio.
6. ↑  De firma Joualliers Bertrand&Cie.
7. ↑  Huguenin Frères&Co, medailleurs in Le Locle
8. ↑  De firma Rothe
9. ↑   De onderscheidingen van de firma Sorlini Varazdin munten volgens antiquairs niet uit in kwaliteit.
10. ↑  Zie daarvoor onder andere de foto van Koningin Kraljica Draga

Orde van de Heilige Prins Lazarus · Orde van de Ster van Karageorge · Orde van Milos de Grote · Orde van de Witte Adelaar · Orde van het Kruis van Takawo · Orde van Sint-Sava · Orde van de Joegoslavische Kroon · Onderscheiding van Prinses Nathalie · Onderscheiding van Koningin Nathalie
Zie ook: Ridderorden in Servië · Ridderorden in Joegoslavië